# Jinočany
Obec Jinočany se nachází v okrese Praha-západ, kraj Středočeský, asi 14 km jihozápadně od centra Prahy a 3 km východně od Rudné. Žije zde přibližně 2 300 obyvatel.

## Historie
První písemná zmínka o obci pochází z roku 1406.
| 1869 | 1880 | 1890 | 1900 | 1910 | 1921 | 1930 | 1950 | 1961 | 1970 | 1980 | 1991 | 2001 | 2011 |
| ---- | ---- | ---- | ---- | ---- | ---- | ---- | ---- | ---- | ---- | ---- | ---- | ---- | ---- |
| 213  | 251  | 364  | 522  | 756  | 704  | 674  | 531  | 770  | 787  | 817  | 774  | 792  | 1419 |

### Územněsprávní začlenění
Dějiny územněsprávního začleňování zahrnují období od roku 1850 do současnosti. V chronologickém přehledu je uvedena územně administrativní příslušnost obce (osady) v roce, kdy ke změně došlo:
- 1850 země česká, kraj Praha, politický okres Smíchov, soudní okres Unhošť[5]
- 1855 země česká, kraj Praha, soudní okres Unhošť
- 1868 země česká, politický okres Smíchov, soudní okres Unhošť
- 1893 země česká, politický okres Kladno, soudní okres Unhošť[6]
- 1939 země česká, Oberlandrat Kladno, politický okres Kladno, soudní okres Unhošť[7]
- 1942 země česká, Oberlandrat Praha, politický okres Kladno, soudní okres Unhošť[8]
- 1945 země česká, správní okres Kladno, soudní okres Unhošť[9]
- 1949 Pražský kraj, okres Praha-západ[10]
- 1960 Středočeský kraj, okres Praha-západ
- 2003 Středočeský kraj, obec s rozšířenou působností Černošice

### Rok 1932
V obci Jinočany (704 obyvatel) byly v roce 1932 evidovány tyto živnosti a obchody: obchod s cukrovinkami, holič, 2 hostince, kapelník, kolář, konsum Včela, kovář, obuvník, povozník, 5 rolníků, 2 řezníci, sadař, 5 obchodů se smíšeným zbožím, trafika, 2 truhláři, státní velkostatek, Pražská železářská společnost.

## Doprava
Na území obce zasahuje krátký kousek exitu 21-Jinočany Pražského okruhu. Dále tudy prochází silnice III. třídy:
- III/0057 Jinočany – Dobříč
- III/00512 Chrášťany – Jinočany
- III/00516 Rudná – Jinočany – Zbuzany

Území obce protíná  železniční trať Praha – Rudná u Prahy – Beroun, ve vzdálenosti 400 metrů od obce se nachází železniční zastávka Jinočany a 1 km od obce železniční zastávka Zbuzany.
V obci měly v roce 2019 zastávky příměstské autobusové linky 309 Praha, Zličín – Choteč – Praha,Nádraží Radotín (v pracovních dnech 9 spojů), 310 Praha, Zličín – Nučice, Prokopská náves – Rudná,zdravotní středisko (denně mnoho spojů, většina ukončena v Nučicích) a 352 Praha,Luka – Jinočany,náměstí (denně mnoho spojů), 418 Jinočany logport-Stodůlky. V obci je celkem 6 autobusových zastávek, tj. Jinočany-náměstí, Jinočany-Žižkova, Jinočany-Hlavní, Jinočany-nádraží, Jinočany-Logport, Jinočany-Logport-vodojem

## Další fotografie

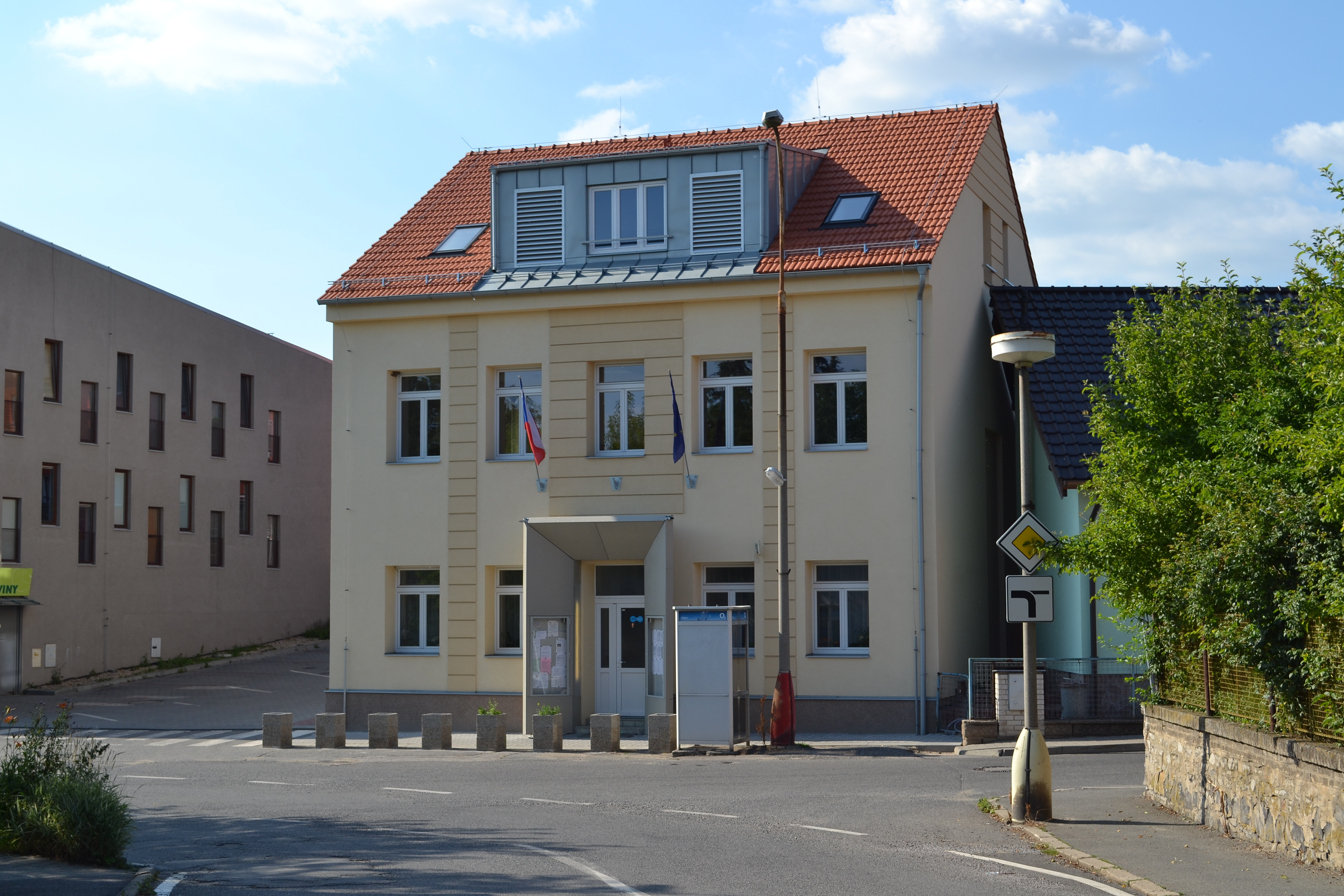
Obecní úřad
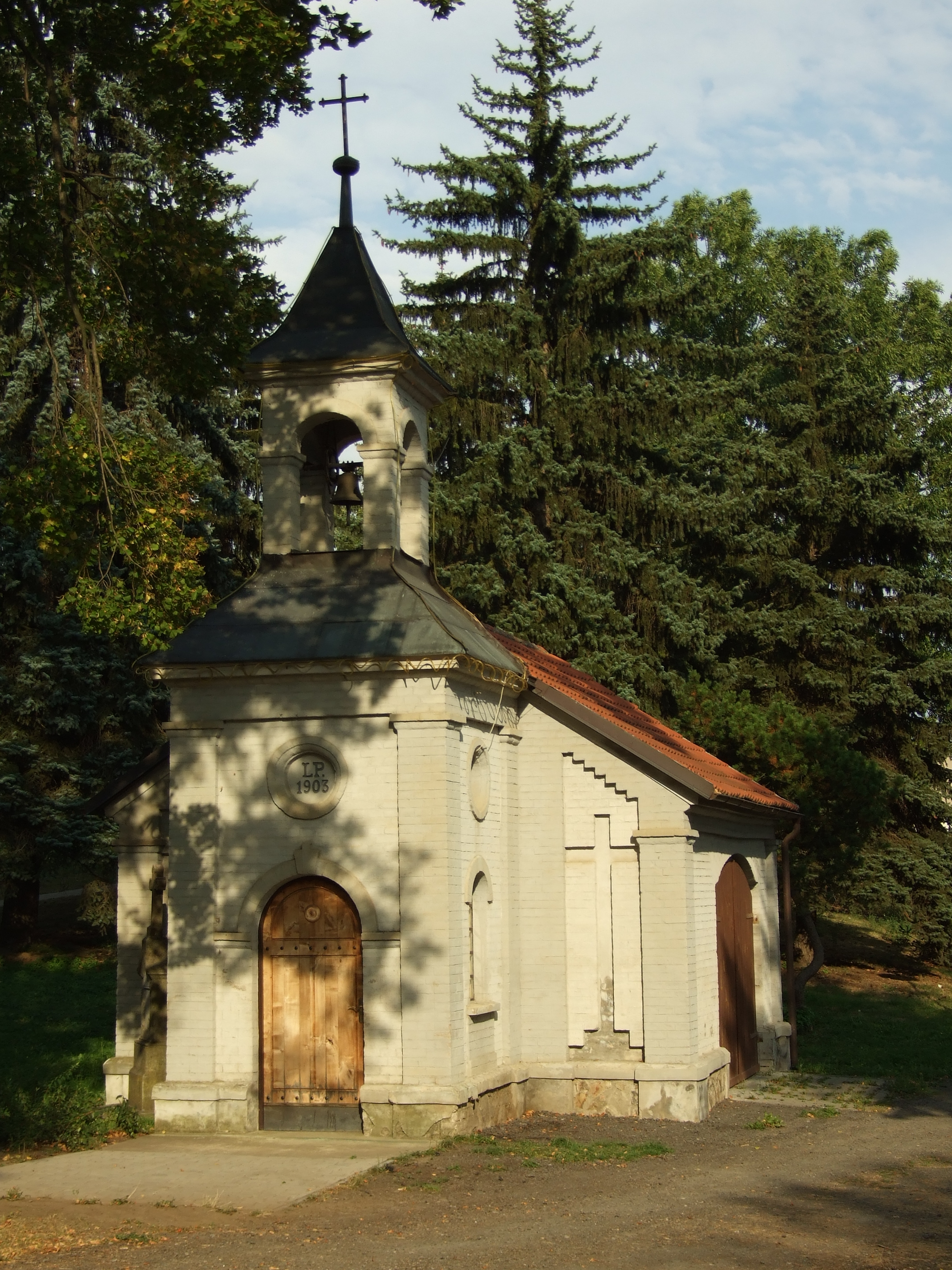
Kaple
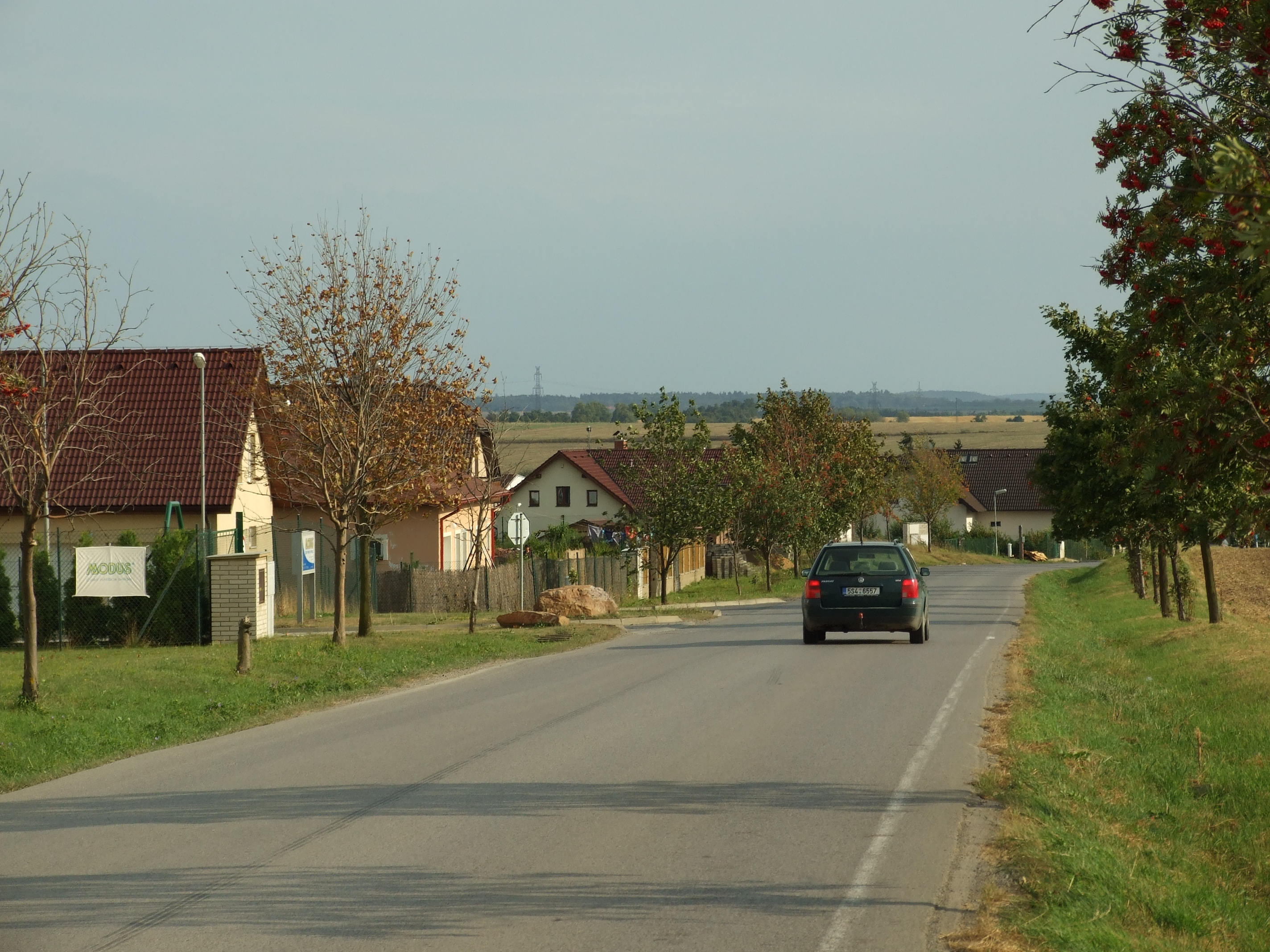
Cesta k Rudné
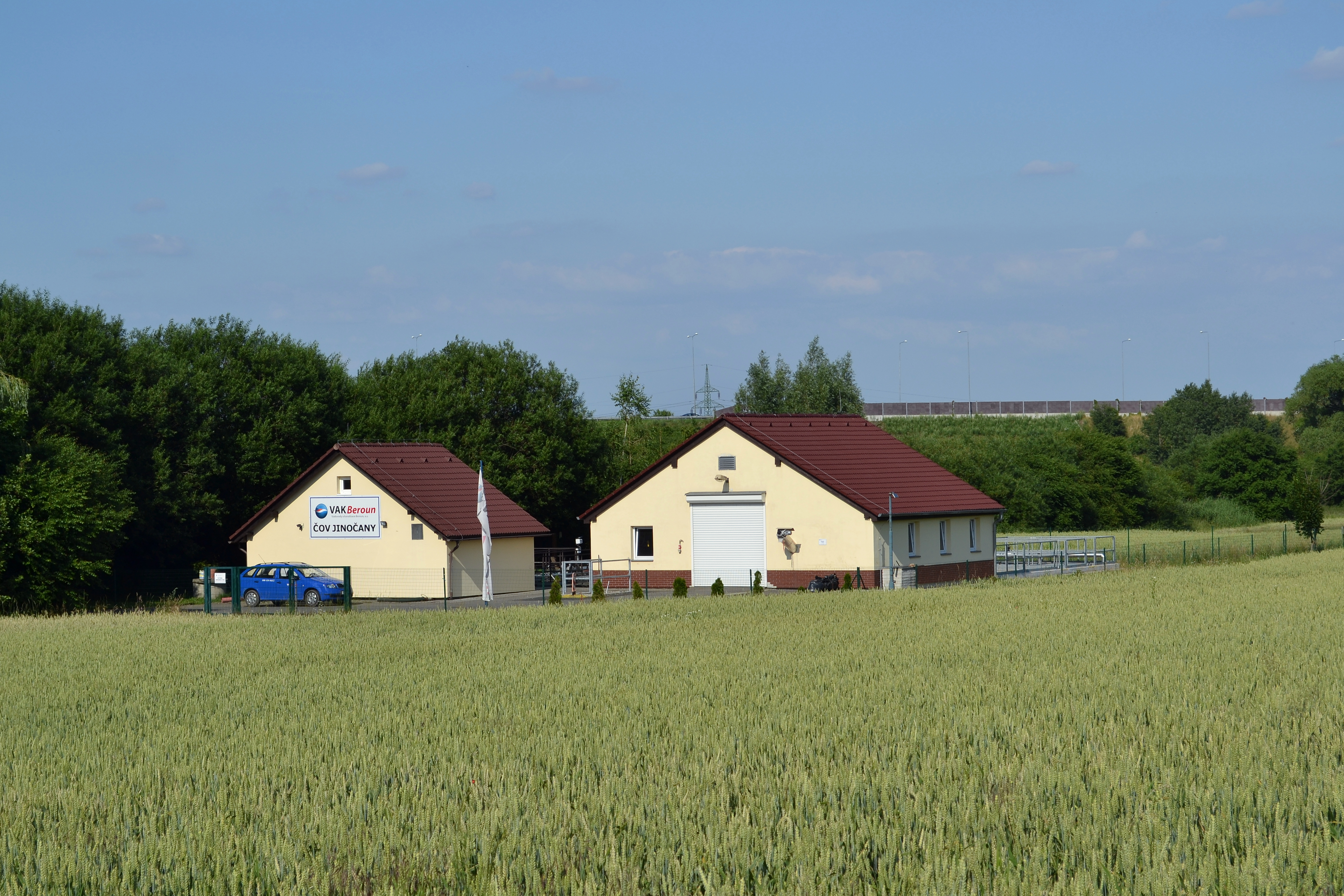
Čistírna odpadních vod u Jinočan